# Drahanovice
Drahanovice (en allemand : Drahanowitz) est une commune du district et de la région d'Olomouc, en République tchèque. Sa population s'élevait à 1 808 habitants en 2023.

## Géographie
Drahanovice se trouve à 13 km à l'ouest d'Olomouc, à 90 km à l'ouest-sud-ouest d'Ostrava et à 198 km à l'est-sud-est de Prague.
La commune est limitée par Náměšť na Hané et Loučany au nord, par Těšetice à l'est, par Slatinice au sud-est, par Slatinky et Čechy pod Kosířem au sud, et par Pěnčín et Laškov à l'ouest.

## Histoire
La première mention écrite de la localité date de 1320.

## Administration
La commune se compose de cinq sections :
- Drahanovice
- Kníničky
- Lhota pod Kosířem
- Ludéřov
- Střížov

## Transports
Par la route, Drahanovice se trouve à 15 km d'Olomouc, à 17 km de Prostějov,  et à 241 km de Prague.